# Автолик (пьеса)
«Автолик» (др.-греч. Αὐτόλῠκος) — сатировская драма древнегреческого драматурга Еврипида (V век до н. э.), сюжет которой связан с мифами Фокиды. Текст пьесы утрачен за исключением нескольких небольших отрывков.
Главный герой сатировской драмы — Автолик, сын бога Гермеса, известный как выдающийся хитрец и вор, а также знаток искусства борьбы. В одном из сохранившихся фрагментов Еврипид пишет, что награждать венками следовало бы не атлетов, а мудрецов.